# Meconopsis gracilipes
Meconopsis gracilipes är en vallmoväxtart som beskrevs av George Taylor. Meconopsis gracilipes ingår i släktet bergvallmor, och familjen vallmoväxter. Inga underarter finns listade i Catalogue of Life.